# Cmentarz Żołnierzy Włoskich we Wrocławiu
Cmentarz Żołnierzy Włoskich – nekropolia we Wrocławiu, na której pochowani są obywatele włoscy, przede wszystkim żołnierze – jeńcy wzięci do niewoli niemieckiej po przegranej przez Włochy bitwie pod Caporetto dnia 24 października 1917 roku.

## Historia
Budowę cmentarza rozpoczęto w roku 1927 w granicach ówczesnego Kommunalfriedhof in Gräbschen Teil III (Cmentarza Grabiszyńskiego III), a jej koszty pokrywał w całości rząd włoski. Pierwsze ciała pogrzebano w połowie tegoż roku, jednak nekropolię poświęcono i oficjalnie otwarto dopiero 2 listopada 1928 r. Złożono tu szczątki 1016 żołnierzy zmarłych w obozach jenieckich we Wrocławiu oraz w 71 innych miejscowościach wschodnich obszarów Niemiec, w tym Dolnego Śląska. 
Cmentarz powstał na wydzielonej z Cmentarza Grabiszyńskiego III kwaterze numer 50 podzielonej alejami, na planie krzyża łacińskiego, na cztery pola. W centralnym punkcie stanął zaprojektowany przez Angelo Regrettiego i wykonany w Monachium obelisk wysokości 5 metrów, z napisem w języku włoskim: Pax – L'Italia ai suoi figli caduti nella guerra mondiale MCMXV–MCMXVIII (Pokój – Włochy swoim synom poległym w wojnie światowej 1915–1918). Od grudnia 1943 do sierpnia 1944 pochowano tu także 20 obywateli włoskich, pracowników Linke-Hofmann-Werke, internowanych w Niemczech po odsunięciu od władzy Mussoliniego, dokonanej przez marszałka Badogliego, a w okresie od 1947 do 1950 stopniowo przenoszono tu tymczasowe groby 27 żołnierzy (i być może cywili) włoskich, poległych w czasie oblężenia Wrocławia w 1945 roku i pochowanych pierwotnie na prowizorycznych kwaterach w całym Wrocławiu. 
W 1957 roku dzięki staraniom rządu włoskiego dokonano ekshumacji wszystkich Włochów zmarłych w latach 1943–1944 oraz 10 ciał z czasów oblężenia Wrocławia i pochowano je na cmentarzu Żołnierzy Włoskich w Warszawie. Niektórzy historycy przypuszczają, że wtedy też ekshumowano pozostałe ofiary oblężenia Wrocławia i pochowano je we Włoszech, jednak żadne dokumenty na to nie zachowały się. W tej samej dekadzie pierwotne nagrobki międzywojenne zostały zastąpione nowymi, które przetrwały do dziś. 
Po likwidacji III części cmentarza Grabiszyńskiego w roku 1963, kwatera żołnierzy włoskich otoczona jest terenem parku Grabiszyńskiego.

## Galeria

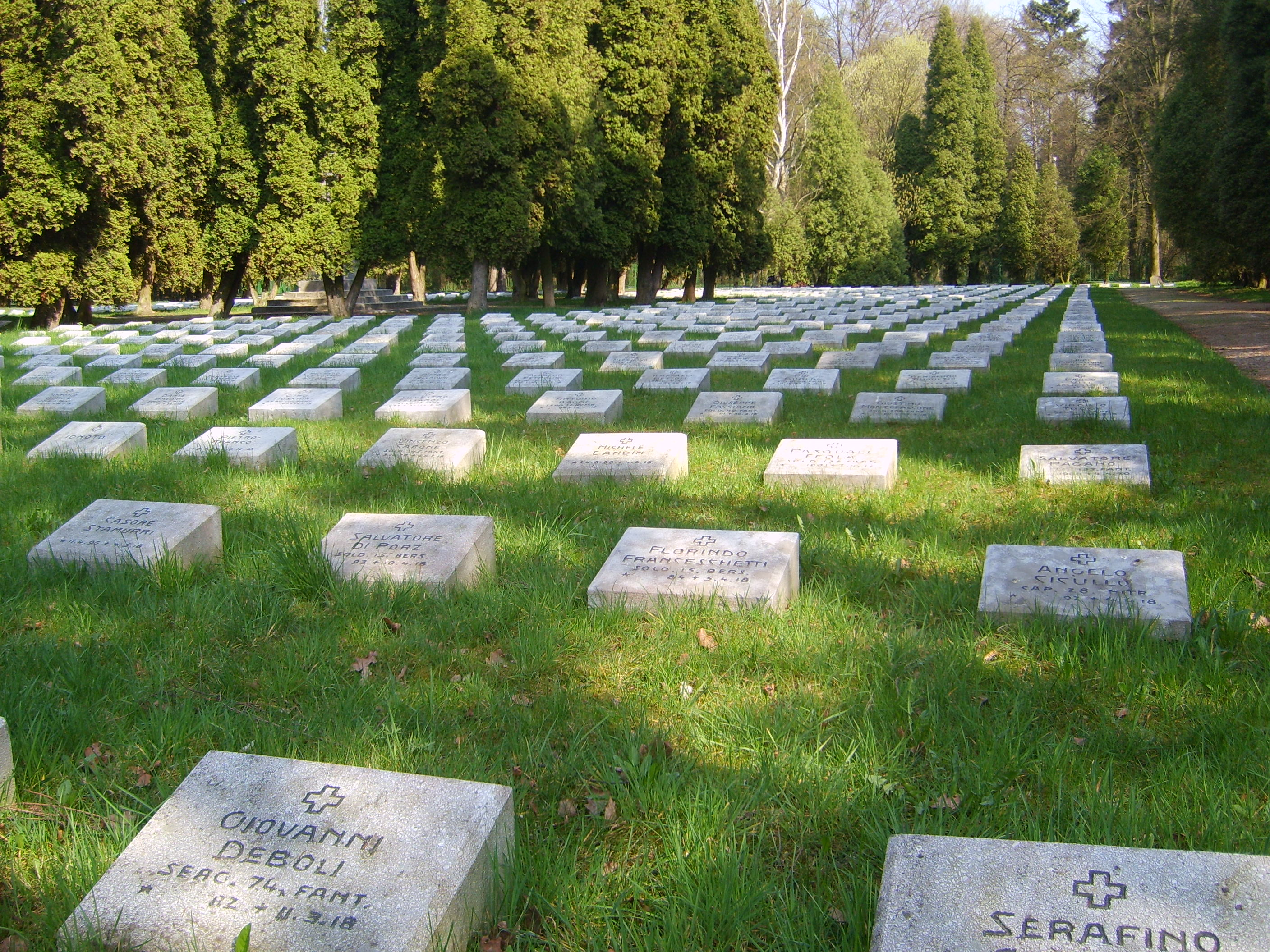
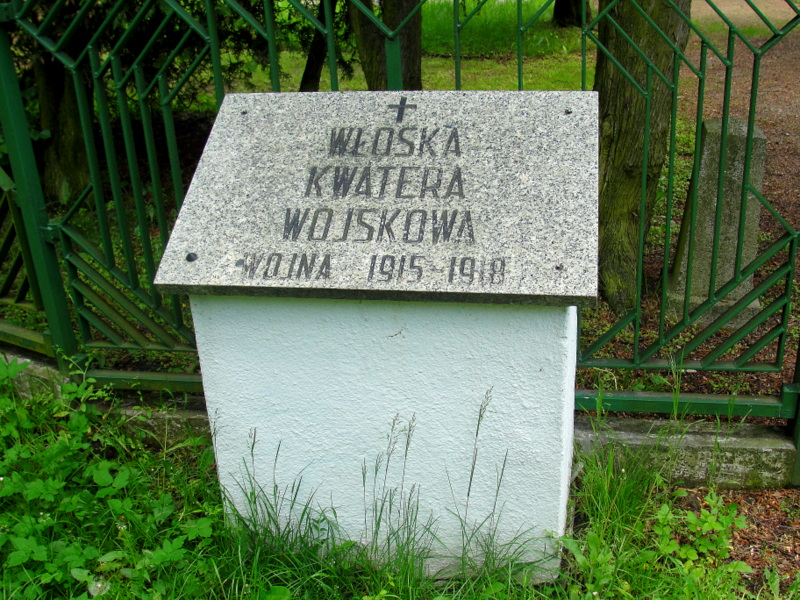
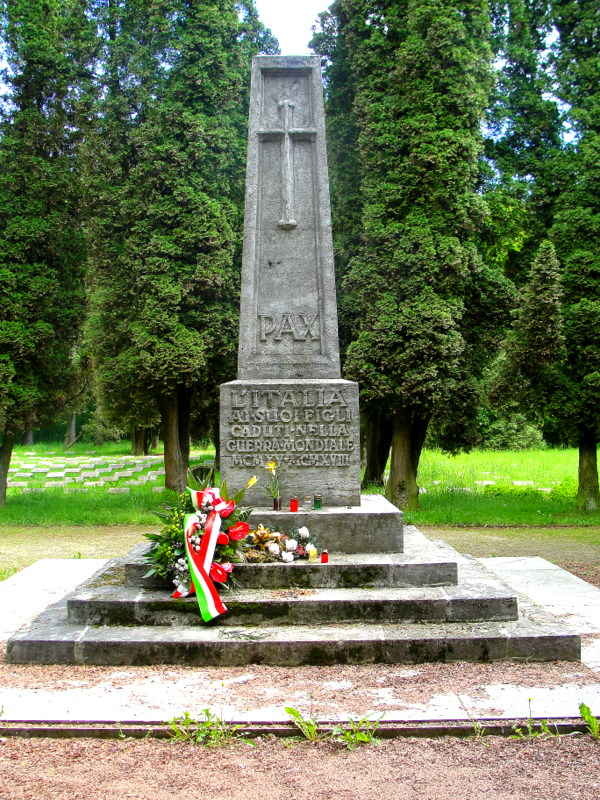
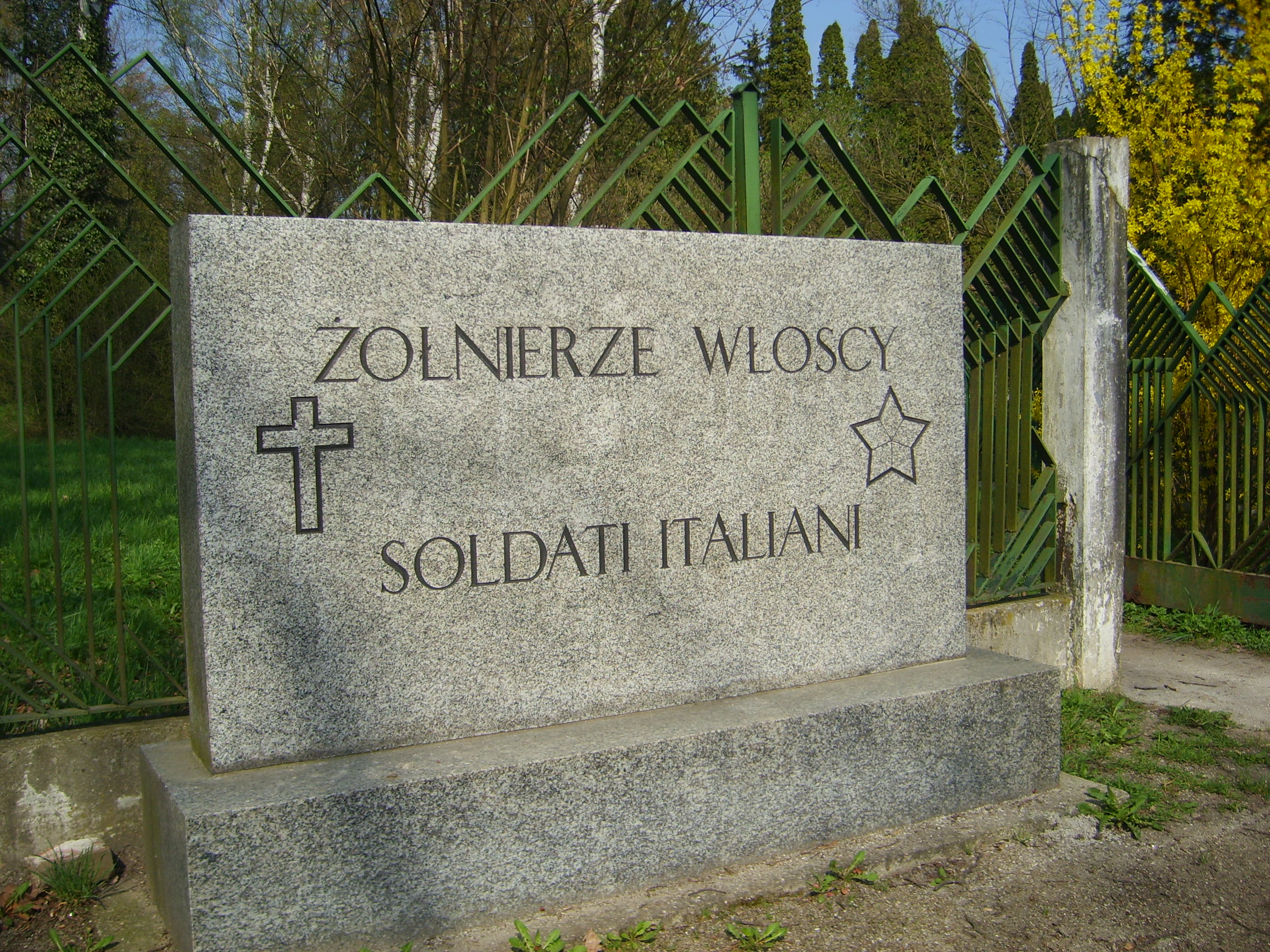